# Samuel Tzschirner
Samuel Erdmann Tzschirner (Bautzen, 29 giugno 1812 – Lipsia, 17 febbraio 1870) è stato un rivoluzionario, avvocato e politico tedesco.

## Biografia
Suo padre era un insegnante nella città di Bautzen ed il giovane Tzschirner ebbe modo di studiare legge giungendo infine ad aprire un proprio studio legale nella sua città natale nel 1840. In seguito lavorò come avvocato a Dresda.
Nel 1848 venne eletto nella 19ª circoscrizione urbana nelle file dei democratici al parlamento di Sassonia, organizzando la minoranza democratica come leader dell'opposizione. Sempre nel 1848 fu uno dei principali co-fondatori dell'"Associazione democratica Patria", e in quell'anno giunse a ricoprire la carica di vicepresidente della camera dei deputati sassone.
Quando scoppiò la rivolta di maggio a Dresda (3-9 maggio 1849), Tzschirner ne divenne uno dei capi col preciso intento di rovesciare dal trono re Federico Augusto II ed istituire una repubblica. Tzschirner divenne uno dei membri del governo provvisorio, ma dopo che la rivoluzione sassone fu schiacciata dalle truppe prussiane,  si dovette spostare a Karlsruhe, dove pure prese parte alla rivoluzione del Baden cercando di sollevare la popolazione contro il governo locale. Dopo la fine della rivoluzione, Tzschirner andò in esilio a Zurigo, in Svizzera e nel 1854 prese la decisione di emigrare negli Stati Uniti. Lungo la strada incontrò Karl Marx e Peter Imandt a Londra. Nel 1861 ottenne un lavoro presso l'ufficio doganale di New York, cogliendo l'occasione anche in questa nuova patria per impegnarsi politicamente al fianco dei repubblicani. Dopo aver ottenuto l'amnistia nel 1865, fece ritorno in Germania. Quando Tzschirner morì nel Jacobshospital di Lipsia nel 1870, era oramai rimasto solo. August Bebel, che pure non lo aveva conosciuto personalmente, tenne un'orazione funebre in sua memoria.